# Grenade à plâtre
 (octobre 2014).
Si vous disposez d'ouvrages ou d'articles de référence ou si vous connaissez des sites web de qualité traitant du thème abordé ici, merci de compléter l'article en donnant les références utiles à sa vérifiabilité et en les liant à la section « Notes et références ».
Les grenades à plâtre sont des grenades utilisées dans un but d'entrainement. Elles contiennent une faible dose d'explosif qui éjecte du plâtre lors de la mise à feu. Malgré leur faible puissance, elles peuvent être dangereuses, et peuvent blesser plus ou moins gravement dans certaines circonstances. Elles peuvent également entrainer des feux de broussailles.